# Christianisme à Cuba
Cuba est traditionnellement un pays catholique. 

## Protestantisme
Le pourcentage des protestants est environ à 4 %. Le protestantisme a été introduit à Cuba par les Britanniques, qui ont conquis l'Ouest de Cuba en 1762. Depuis 1991, des croyants peuvent être membres du Parti communiste de Cuba. Noël est devenu un jour férié en 1998. Des autorisations de bâtir des églises sont rares. La majorité des églises dans des maisons privées de Cuba sont illégales. En mars 2007, certains groupes de baptistes sont reconnus par le gouvernement.

## Sources
- Religion à Cuba
- List of Roman Catholic dioceses in Cuba (en)